# Pałac Triumfu
Pałac Triumfu (ros. Триумф-Палас) – wieżowiec w Moskwie w Rosji, od 20 grudnia 2003 do roku 2007 najwyższy budynek w Europie. Jego budowa rozpoczęła się w 2001 i trwała 4 lata. Ma 57 kondygnacji nadziemnych i dwie podziemne. Powierzchnia użytkowa samej wieży to 163 300 m².
Iglica na szczycie budynku ma 48,3 metra wysokości i waży 52 tony. Zanim została zamontowana na dachu, była testowana w tunelu aerodynamicznym. Iglica składa się z ośmiu części, o wadze od 4 do 7 ton. Ustawienie jej na szczycie, przy pomocy helikopterów, zajęło sześć dni.
Taras widokowy znajduje się na wysokości 200 metrów. Budynek składa się z dziewięciu skrzydeł (każde ma swoje własne wejście), połączonych wspólną integralną częścią na pierwszych pięciu piętrach.

## Podobne wieżowce
Pałac Triumfu nazywa się niekiedy „ósmą wieżą”, ponieważ jest współczesną imitacją stylu architektonicznego siedmiu drapaczy chmur wzniesionych w Moskwie za czasów Stalina, na przełomie lat czterdziestych i pięćdziesiątych (analogiczny styl ma warszawski Pałac Kultury i Nauki).
W 2006 w nowej stolicy Kazachstanu, Astanie, oddano do użytku apartamentowiec zaprojektowany w podobnym quasi-stalinowskim stylu, o nazwie Triumf Astany.